# Mokopirirakau cryptozoicus
Espèce
Synonymes
- Hoplodactylus cryptozoicus Jewell & Leschen, 2004

Statut CITES
Mokopirirakau cryptozoicus est une espèce de geckos de la famille des Diplodactylidae.

## Répartition
Cette espèce est endémique de Nouvelle-Zélande. Elle se rencontre dans les monts Takitimu dans la région du Southland.

## Publication originale
- Jewell & Leschen, 2004 : A new species of Hoplodactylus (Reptilia: Pygopodidae) from the Takitimu Mountains, South Island, New Zealand. Zootaxa, n. 792, p. 1-11.